# Cranfield Point

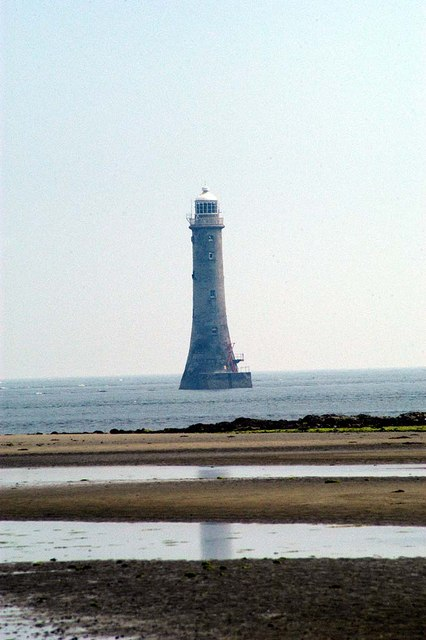
Haulbowline Lighthouse a Cranfield Point

Cranfield Point (in lingua irlandese: Pointe Chreamhchoille) è il punto più meridionale dell'Irlanda del Nord, situato alla foce del Carlingford Lough nella cittadina di Cranfield, Contea Down.
Fu un tempo sede del faro Cranfield Point, che segnalava l'ingresso nel lough. La sua posizione precaria portò alla costruzione del Haulbowline Lighthouse, situato a metà dell'ingresso del Carlingford Lough. Il faro di Cranfield Point finì quindi vittima dell'erosione marina e crollò nel mare durante gli anni '60 del XIX secolo. La casetta dell'operatore del faro è tuttavia rimasta, ed è stata poi convertita in residenza privata che può essere vista ancora oggi, identificata dai caratteristici camini alti e neri.